# Sw̓iw̓s Provincial Park
Der sw̓iw̓s Provincial Park (teilweise auch nur sw̓iw̓s Park) ist ein Provincial Park im zentralen Süden der kanadischen Provinz British Columbia. Der nur etwa 38 Hektar (ha) große Park liegt am südlichen Stadtrand von Osoyoos im Regional District of Okanagan-Similkameen.

## Anlage
Der Park liegt auf einer schmalen Landzunge am Westufer des Osoyoos Lake, die weit in den See ragt und diesen einschnürt. Dabei umfasst der Park etwa 13 ha Landfläche sowie etwa 25 ha Wasser- und Uferfläche. Der Park liegt unweit des British Columbia Highway 97, der nur wenige Kilometer weiter südlich an der Grenze zum US-Bundesstaat Washington endet. 
Bei dem Provinzpark handelt es sich um ein Schutzgebiet der IUCN-Kategorie II (Nationalpark).

## Geschichte
Der Park wurde 1939 unter dem Namen Osoyoss Park errichtet. Wie jedoch grundsätzlich bei allen Provincial Parks in British Columbia gilt auch für diesen, dass die Gegend, lange bevor sie von europäischen Einwanderern besiedelt oder sie Teil eines Parks wurde, Jagd- und Siedlungsgebiet verschiedener Gruppen der First Nations, hier Gruppen der Okanagan, war. Im September 1958 wurde der Parkname in Haynes Point Park geändert, um dann im März 2015 nochmals, auf den heutigen Namen, geändert zu werden. Der heutige Name sw̓iw̓s Park weist dabei in der Sprache der ansässigen First Nations auf die Einschnürung des Sees durch eine Engstelle hin.

## Aktivitäten
Der Park verfügt über touristische Infrastruktur. Neben einem Picknickbereich verfügt der Park, an der östlichen Spitze der Landzunge, über einen Campingbereich mit 41 sehr begehrten Stellplätzen für Wohnmobile.